# Stuart Little 3: Call of the Wild
Stuart Little 3: Call of the Wild (conocida como Stuart Little: La llamada de la selva, Stuart Little: El lado salvaje en Hispanoamérica, y en España como Stuart Little: Aventura en el bosque) es una película animada de 2006 dirigida por Rob Minkoff y doblada por Michael J. Fox, Corey Padnos, Hugh Laurie y Geena Davis. Es la tercera y última parte de la trilogía de películas luego de Stuart Little (1999) y Stuart Little 2 (2002), y es la única de las tres películas basadas en la obra de E.B. White rodada por ordenador.

## Argumento
La familia se va de vacaciones y George (Corey Padnos) conoce a una muchacha llamada Brooke (Tara Strong). Por su parte, Stuart (Michael J. Fox) conoce a un zorrillo llamado Reeko (Wayne Brady) que está obligado a dar de comer a un ser llamado La Bestia (Virginia Madsen). Todo se complica, cuando Pelusa (Kevin Schon) es la nueva presa de la temida Bestia.

## Reparto
| Personaje            | Actor           | Actor de doblaje España   |
| -------------------- | --------------- | ------------------------- |
| Stuart Little        | Michael J. Fox  | José Mota                 |
| George Little        | Corey Padnos    | José Antonio Torrabadella |
| Pelusa/Bola de nieve | Kevin Schon     | Armando Carreras          |
| Frederick Little     | Hugh Laurie     | Jordi Ribes               |
| Eleanor Little       | Geena Davis     | Marta Barbará             |
| Brooke               | Tara Strong     |                           |
| Reeko                | Wayne Brady     |                           |
| La Bestia            | Virginia Madsen |                           |
| Bickle Troopmaster   | Peter MacNicol  |                           |
| Monty                | Rino Romano     | Ricky Coello              |
| Conejos              | Sophia Paden    |                           |
| Animal forestal 1    | Tom Kenny       |                           |
| Animal forestal 2    | Kath Soucie     |                           |

- Nota: Jonathan Lipnicki no repite su papel como George, porque estaba algo mayor para repetir su papel, así siendo reemplazado por Corey Padnos. Tampoco Nathan Lane como Pelusa, por razones desconocidas, siendo reemplazado por Kevin Schon.